# Mizuń Nowy
Mizuń Nowy (ukr. Новий Мізунь) – wieś na Ukrainie, w  obwodzie iwanofrankiwskim, w rejonie dolińskim.